# ۲۰۰۰ ای‌دی (فیلم)
۲۰۰۰ ای‌دی (انگلیسی: 2000 AD) فیلمی در ژانر اکشن و علمی–تخیلی است که در سال ۲۰۰۰ منتشر شد. از بازیگران آن می‌توان به دانیل وو اشاره کرد.